# صحارى وشبه صحارى خليج عمان
صحراء وشبه صحراوية خليج عمان هي منطقة بيئية ساحلية تقع على الخليج العربي وخليج عمان في عُمان والإمارات العربية المتحدة عند الطرف الشمالي الشرقي لشبه الجزيرة العربية. المناخ حار وجاف، مع سهول حصوية وسافانا وأشجار السنط الشائكة في الداخل من الساحل. على طول الساحل يوجد مزيج من الموائل التي تشمل مستنقعات المانجروف والبحيرات والمسطحات الطينية. تسيطر أشجار المانجروف على مناطق أشجار أفيسينيا مارينا بينما تسيطر أشجار بروسوبس سينيراريا وفاتشيليا تورتيلس على مناطق السافانا. تعد جزيرة مصيرة منطقة تكاثر مهمة للسلاحف البحرية ضخمة الرأس، كما تعيش هنا أيضًا أنواع أخرى من السلاحف البحرية، فضلاً عن مجموعة كبيرة ومتنوعة من الطيور، بعضها مقيمة وبعضها مهاجرة. توجد بعض المناطق المحمية، ولكن بشكل عام تدهورت الموائل بسبب رعي الماشية، وخاصة الإبل والماعز؛ كما أنها معرضة للخطر بسبب تسرّب النفط والقيادة على الطرق الوعرة والصيد الجائر.

## الموقع والوصف
في عُمان، تشمل هذه المنطقة البيئية شبه جزيرة مسندم، وهي جيب عُمان داخل الإمارات العربية المتحدة على مضيق هرمز، المدخل إلى الخليج العربي. في الجزء الرئيسي من عُمان، يشمل السهل الساحلي لمنطقة الباطنة على خليج عُمان ويستمر على طول مسقط إلى الشواطئ والكثبان الرملية في منطقة الشرقية. من نقطة رأس الحد يمتد جنوبًا على طول الساحل إلى جزيرة مصيرة الصحراوية. كما أنها تشمل شريطًا داخليًا يمتد على طول جبال الحجر إلى الجنوب الغربي. وفي دولة الإمارات العربية المتحدة، تشمل السهول المحيطة بجبال الحجر في الشرق، وفي إمارات دبي والشارقة إمارة رأس الخيمة، وساحل الباطنة في البلاد حول الفجيرة.
تحتوي هذه المنطقة البيئية الجافة على مزيج من الموائل بما في ذلك مستنقعات المانجروف والبحيرات والمسطحات الطينية على الساحل والسهول الحصوية والسافانا مع أشجار السنط الشائكة في الداخل مع خلفية من جبال مسندم والحجر. المناخ حار وجاف مع درجات حرارة تصل إلى 49 درجة مئوية (120 درجة فهرنهايت) وقليل من الأمطار، وخاصة على ساحل الخليج العربي في الإمارات العربية المتحدة. هناك المزيد من الأمطار على خليج عمان والرطوبة توفر الرطوبة على كلا الساحلين.

## النبيت
تتكون أشجار المنغروف الساحلية من أفيسينيا مارينا، وأشجار السافانا الداخلية تشمل ززيبوس سبينا كريستي (شوكة المسيح العناب)، و بروسوبس سينيراريا (Ghaf)، و فاتشيليا تورتيلس (Umbrella Thorn)، بينما تعد الجبال موطنًا لأشجار اللبخ السالكيفوليا (Wonderboom) و فاتشيليا تورتيلس. وأخيرا، فإن النباتات التقليدية في ساحل الباطنة هي فاتشيليا تورتيلس وبروسوبس سينيراريا. تم العثور على بعض هذه الأنواع في جميع أنحاء الخليج الفارسي في إيران.

## الفونة
تتكاثر أكبر مجموعة في العالم من السلاحف البحرية ضخمة الرأس (Caretta caretta) على جزيرة مصيرة، وتشمل السلاحف الأخرى التي تأتي إلى هذه السواحل سلحفاة الزيتون (Lepydochelys olivacea)، والسلحفاة الخضراء (Chelonia mydas)، والسلحفاة ذات منقار الصقر المهددة بالانقراض (Eretmochelys imbricata). تتميز المنطقة بغنى كبير بحياة الطيور بما في ذلك الهجرة الكبيرة بين آسيا وأفريقيا. تشمل الطيور المتوطنة نوعًا فرعيًا من طائر الرفراف ذو الطوق. تشمل الثدييات النمر العربي المهدد بالانقراض (Panthera pardus nimr) في الجبال والطهر العربي، بالإضافة إلى الوشق، ولكن كل هذه الحيوانات معرضة للصيد.

## التهديدات والحماية
وقد تدهورت الموائل بسبب رعي الماشية، وخاصة الإبل والماعز. يعد الشريط الساحلي في الباطنة في سلطنة عمان المنطقة الأكثر كثافة سكانية في البلاد ويتم زراعتها بشكل مكثف، جزئيًا من قبل المجتمع العماني الكبير من شعب البلوش من أصل باكستان. تشمل المناطق الحضرية في هذه المنطقة البيئية في عُمان عاصمة البلاد وأكبر مدنها، والميناء التاريخي مسقط، ومدن الصيد بركاء، المشهورة بمنافسات الثيران، وصحار، موطن السندباد البحري الأسطوري، ومنتجع السوادي. وتشمل مناطق الجذب السياحي الأخرى على طول هذا الساحل القلاع التاريخية في نخل ورستاق، ورمال وهيبة، وشواطئ السلاحف في رأس الحد ورأس الجنز. وتشمل مدن دولة الإمارات العربية المتحدة في هذه المنطقة البيئية المركز التجاري الضخم دبي ومدينة الشارقة القريبة. تعتبر منطقة حتا في جبال الحجر من الرحلات الشهيرة التي يمكن القيام بها من دبي.
وتشمل التهديدات الأخرى التي تواجه المنطقة البيئية الانسكابات النفطية في البحر، والصيد الجائر للحياة البرية، والقيادة على الطرق الوعرة إلى مواقع مثل وادي بني عوف. وتشمل المناطق المحمية رأس الخور في دبي، المشهورة بطيور الفلامنجو الشتوية، ومنطقة أشجار القرم في محمية خور كلباء الطبيعية على خليج عمان في الإمارات العربية المتحدة بالقرب من الحدود مع عمان.

## وصلات خارجية
- "Gulf of Oman desert and semidesert". Terrestrial Ecoregions. World Wildlife Fund.